# Szczytniki nad Kaczawą
Szczytniki nad Kaczawą (niem. Pohlschildern, wcześniej Polnisch Schildern) – wieś sołecka, dawna osada służebna, położona w Polsce, w województwie dolnośląskim, w powiecie legnickim, w gminie Kunice.

## Geografia
Wieś położona jest na krawędzi Wysoczyzny Lubińskiej na Nizinie Śląsko-Łużyckiej.

## Gospodarka
W 2009 roku spośród 321 mieszkańców, 62,6% mieszkańców miejscowości stanowiła ludność w wieku produkcyjnym, a 13,4% – w wieku poprodukcyjnym.
Według danych GUS z 2017 roku, w miejscowości istniało 29 przedsiębiorstw wpisanych do rejestru REGON, w tym:
- 3 podmioty zajmujące się: rolnictwem, leśnictwem, łowiectwem, rybactwem,
- 6 podmiotów zajmujących się przemysłem i budownictwem,
- 20 podmiotów prowadzących pozostałą działalność[6].

Wszystkie podmioty należą do sektora prywatnego.
W Szczytnikach nad Kaczawą funkcjonują (wg stanu na rok 2019) między innymi:
- żwirownia,
- leśnictwo,
- sklep[7].

## Historia
Po raz pierwszy miejscowość była wzmiankowana w 1285 r. w dokumencie dotyczącym opłacania czynszu dla biskupa wrocławskiego.
Około 1305 roku wieś była wzmiankowana jako Syldar. Nazwę wsi odnotowano w dokumencie z 1359 r. jako uff den vier dorffern Schildern. Następnie wieś nazywano:  Grossen Schildern (1413), Polnischen Schildern (1500), Pollnischschüldern (1588), Pohl-Schildern (1789). W alfabetycznym spisie miejscowości na terenie Śląska wydanym w 1830 roku we Wrocławiu przez Johanna Knie wieś występuje pod niemiecką nazwą Polnisch Schildern we fragmencie „Schildern, Polnisch, darste die richtige u. ursprunglische Benennung Pohlschildern. Kr. Liegnitz.”.

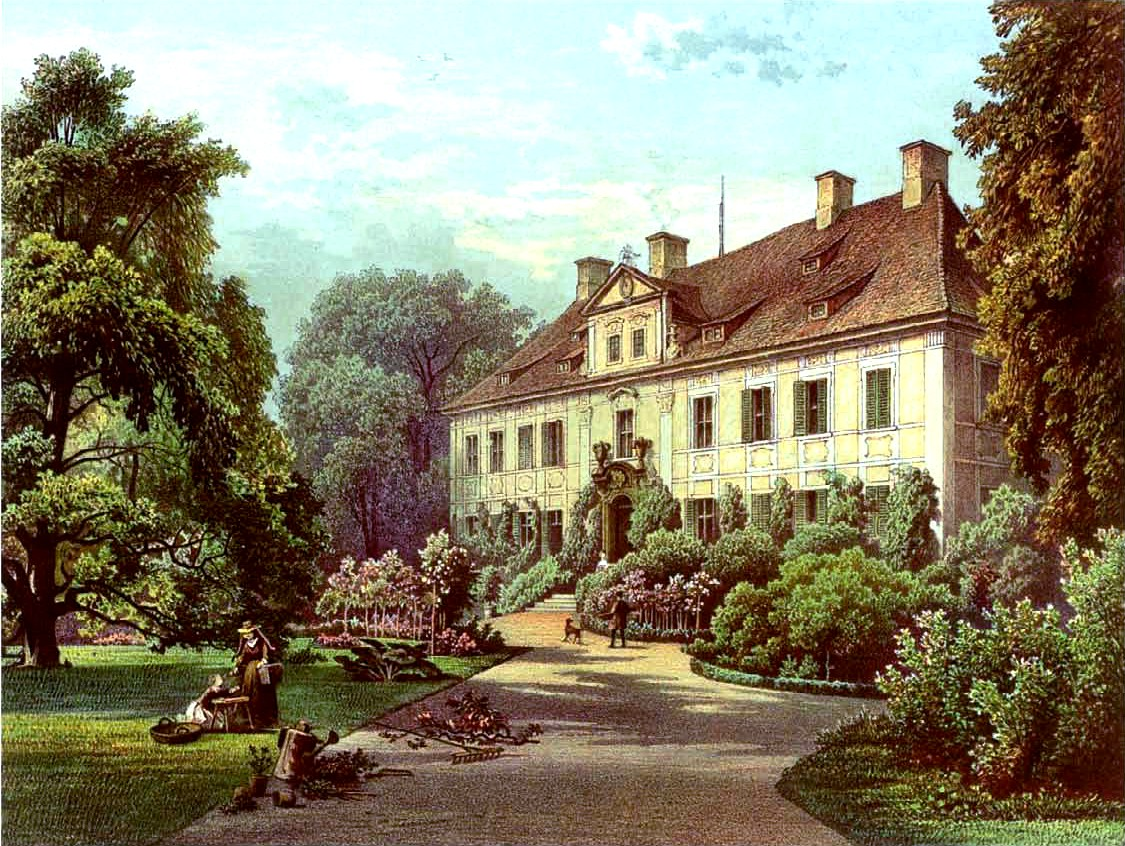
Zniszczony w 1945 r. pałac w Szczytnikach, litografia Alexandra Dunckera

Nazwa miejscowości pochodzi od staropolskiego słowa oznaczającego tarczę – szczyt. Od tego słowa „von szczyt – der Schild (Wehr), szczytnik – Schildermacher” wywodził ją śląski pisarz Konstanty Damrot w książce o nazewnictwie miejscowym na Śląsku wydanej w 1896 roku w Bytomiu. Nazwa wskazuje, że w średniowieczu Szczytniki były osadą służebną, której mieszkańcy zajmowali się szczytnictwem – wytwarzaniem tarcz o charakterystycznych „szczytach” dla drużyny książęcej.
W czasach nowożytnych miejscowość stanowiła własność śląskich arystokratów. W 1660 r. właścicielem wsi został radca księstwa legnickiego Hans Sigismund von Hochberg (1632-1674), założyciel linii szczytnickiej rodu (Pohlschildern Linie). Przejął on miejscowość od Jacoba Ludwiga von Niebelschütz.
Następnie, Szczytniki zostały zakupione przez baronów von Czettritz-Neuhaus.
W 1713 roku w północnej części wsi hrabia von Hochberg wzniósł pałac. Do 1801 r. pałac otoczony był zabudowaniami przydworskimi, które usunięto, tworząc w ich miejscu rozległy park romantyczny.
We wsi była szkoła, tartak, fabryka, browar, gorzelnia, 4 karczmy i zajazd „Pod Białym Koniem”. Podobnie jak w pobliskich miejscowościach, w Szczytnikach nad Kaczawą hodowano z powodzeniem owce merynosowe.
1 stycznia 1820 r. Szczytniki nad Kaczawą wyłączono z powiatu lubińskiego i przyłączono do terenu powiatu legnickiego. Przed 1945 r. wieś należała do gminy Lisowice.
Od 1830 r. majątek ziemski i pałac znajdował się w posiadaniu Elisabeth von Hardenberg. W 1864 r. pałac przejął hr. Wilhelm Adalbert Hermann vom Hagen, który odziedziczył go po swych kolejnych żonach: Eveline, następnie Aline von Hardenberg (rodzonych siostrach).
Kolejnymi właścicielami wsi była rodzina von Oheimb: Aline Hedwig Lucie vom Oheimb z domu von Hagen, wraz z mężem Waldemarem von Oheimbem (zm. 1914), który spoczął w grobowcu w przypałacowym parku, następnie Bolko von Oheimb (w okresie międzywojennym), a ostatecznie jego córka, Ruth von Arnim z domu von Oheimb. W parku zachował się krzyż z grobowca von Oheimba oraz kamienna kładka.
W 1896 roku na wzgórzu na granicy Szczytnik nad Kaczawą i Lisowic wzniesiono pomnik Ottona von Bismarcka w formie kamiennej piramidy. Po I wojnie światowej wzniesiono we wsi pomnik mieszkańców, którzy zginęli na wojnie. Po II wojnie światowej pomnik został zlikwidowany, a piramida Bismarcka uległa dewastacji.
Przez miejscowość przeprowadzono w latach 1897–1898 prywatną pruską linię kolejową relacji Kobylin – Legnica Północna. W południowej części wsi funkcjonowała stacja kolejowa.

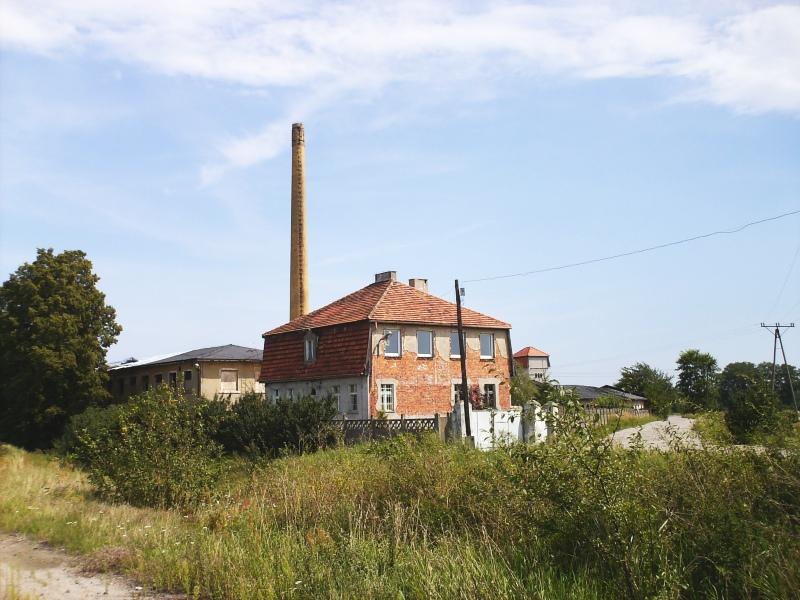
Zabudowania dawnej fabryki w Szczytnikach nad Kaczawą (fotografia z 2007 r.)

W 1923 roku w Szczytnikach powstała filia fabryki fortepianów Arthura Franke z Legnicy. Fabryka rozwiązała problem bezrobocia we wsi, koleją dojeżdżali do niej również pracownicy z Prochowic i Legnicy. W 1934 roku obiekty przejął Hans Pfitzner i przeniósł do nich produkcję mebli ze spalonej fabryki w Chojnowie.
Przed 1945 rokiem Szczytniki nad Kaczawą były popularnym miejscem wypoczynku świątecznego legniczan, celem wycieczek rowerowych i spacerowych (które umożliwiało połączenie kolejowe).

### Po roku 1945
W nocy z 8 na 9 lutego 1945 roku w pobliżu miejscowości przeszedł front wschodni II wojny światowej (operacja dolnośląska).
Bezpośrednio po II wojnie światowej miejscowości nadano nazwę Polany, którą zmieniono na Szczytniki nad Kaczawą. Potocznie, funkcjonuje również nazwa Szczytniki Duże.
Szczytniki nad Kaczawą po roku 1945 zasiedlili ekspatrianci z Kresów Wschodnich, z Gańczar koło Lwowa. Według wspomnień pierwszych mieszkańców wieś była zniszczona, pozbawiona inwentarza i wyposażenia. Ostatni Niemcy wyjechali ze Szczytnik 5 stycznia 1947 roku.
W 1945 roku spłonął pałac, wspominany jako „największa ozdoba Szczytnik”, a w 1948 roku pobliski, nieczynny młyn.
Powojenni mieszkańcy Szczytnik nad Kaczawą zajmowali się rolnictwem i hodowlą.
Po II wojnie światowej i objęciu tzw. Ziem Odzyskanych przez państwo polskie, Szczytniki nad Kaczawą stanowiły jedną z gromad (wówczas: jednostek pomocniczych gmin) gminy Kunice. W latach 1954–1960 miejscowość należała do gromady Bieniowice. Następnie, po zniesieniu gromady Bieniowice, w latach 1960–1975 miejscowość włączono do gromady Prochowice. W latach 1975–1998 miejscowość administracyjnie należała do województwa legnickiego, gminy Kunice. Od 1998 roku wieś leży w powiecie legnickim, gminie Kunice.
W czasach transformacji systemowej w Polsce zdekapitalizowana linia kolejowa została zamknięta. Ostatni pociąg pasażerski relacji Rawicz-Legnica przejechał 4 listopada 1991 roku. Linia kolejowa w 2017 roku została rozebrana.
W 2017 roku spłonął jeden z najstarszych domów w Szczytnikach. Na parterze znajdowała się kaplica rzymskokatolicka, wykorzystywana przez parafię w Bieniowicach. W pożarze zginęła jedna osoba.

## Infrastruktura
Według Narodowego Spisu Powszechnego z 2002 roku na 69 budynków w miejscowości, 68 posiadało dostęp do sieci wodociągowej oraz kanalizacji, a 21 – do gazu sieciowego.
Według danych z 2002 roku, 22 mieszkania w miejscowości mieściły się w budynkach sprzed roku 1918, a 50 mieszkań – w budynkach z lat 1918–1945. W obiektach wzniesionych w latach 1945–1989 znajdowało się 9 mieszkań.
W latach 2011–2017 wzniesiono w miejscowości 11 nowych mieszkań.

## Kultura
W Szczytnikach nad Kaczawą funkcjonuje Wiejski Ośrodek Kultury, podległy Gminnemu Ośrodkowi Kultury i Sportu w Kunicach.
Od 1994 roku w miejscowości działa Koło Gospodyń Wiejskich „Szczytniczanki”, które w 2019 roku sformalizowało swoją działalność.
Do wojewódzkiego rejestru zabytków wpisany jest park, z pierwszej ćwierci XIX w.

## Przyroda

### Park
Park w Szczytnikach nad Kaczawą był oprawą barokowego pałacu, wzniesionego przez Hohbergów w 1713 roku. Został założony w pierwszej ćwierci XIX wieku przez Bernharda von Hardenberga w stylu parku romantycznego. Zniszczony w 1945 r., następnie rozebrany pałac, poprzedzony był podjazdem okalającym gazon. Od wschodu i południa biegły drogi dojazdowe, prowadzące do rezydencji oraz na folwark, otaczały one z dwóch stron duży staw. Centralną część parku stanowiła, ukształtowana po północnej stronie pałacu wydłużona polana. Była ona opleciona siecią meandrujących rowów wodnych, powiązanych z dwoma strumykami, zbiegającymi się w jeden większy strumień. Mniejsza polana położona była w tyle i okolona z trzech stron wijącym się strumieniem, nad którym zachowały się pomnikowe dziś drzewa. Rozbudowany system ścieżek spacerowych, łączył się poprzez drogi biegnące wzdłuż koryta strumienia z duktami leśnymi. Drogi te prowadziły do miejsc atrakcyjnych widokowo. We wschodniej części posiadłości, w pobliżu rozwidlenia lokalnych traktów i drogi dojazdowej, znajduje się zachowana stara lodownia. Pokryta ziemią, tworzy niewielki pagórek.
W starodrzewiu parkowym dominują dęby szypułkowe, lipy drobnolistne i olsze czarne z przełomu XIX i XX wieku. Znajdujące się w parku dęby szypułkowe w liczbie 5 sztuk, zakwalifikowano jako pomniki przyrody, ich wiek może dochodzić do 200–250 lat. Na znacznej powierzchni dawnej polany parkowej około roku 2000 wprowadzono zalesienie dębowo-topolowe. W podszycie liczne są krzewy bzu czarnego, trzmieliny pospolitej, jaśminowca wonnego, derenia jadalnego i śnieguliczki białej.

### Rzeki
Miejscowość leży nad Kaczawą. Rzeka wyznacza stanowi południową granicę miejscowości.
Przez Szczytniki przepływają dwa lewobrzeżne dopływy Kaczawy: potok Mokita (zachodnia część miejscowości) i Kaczorek (wschodnia część miejscowości).

### Użytek ekologiczny „Torfowisko Szczytniki”
W północnej części miejscowości, około 1300 m na północny wschód od krańcowych zabudowań wsi, na skraju kompleksu leśnego Puszcza Legnicka, rozporządzeniem Wojewody Legnickiego z dnia 31 maja 1996 r. wyznaczono użytek ekologiczny pod nazwą „Torfowisko Szczytniki”. Jego obszar obejmuje 6,73 ha i stanowi torfowisko zarośnięte trzciną, bogate w zbiorowiska roślinności bagiennej z rzadkimi w kraju gatunkami roślin, m.in. turzyc. Jest on także ważnym miejscem rozrodu niektórych gatunków gadów i płazów, a także środowiskiem bytowania bogatej awifauny – lęgowiskiem perkozów dwuczubych i miejscem żerowania bociana czarnego.

### Zbiornik wodny
W południowej części miejscowości znajduje się zbiornik Szczytniki Duże o powierzchni 5,94 ha, powstały w wyniku eksploatacji kopalni żwiru. Głębokość zbiornika wynosi od 6 do 20 metrów. Żwirownia jest wykorzystywana jako łowisko przez Polski Związek Wędkarski (okoń, sandacz).
W sezonie urlopowym brzegi żwirowni są wykorzystywane jako nieoficjalne kąpielisko.

## Transport
Szczytniki nad Kaczawą są położone wzdłuż drogi powiatowej nr 2180D.
Od 1 lutego 2019 r. do miejscowości docierają autobusy Miejskiego Przedsiębiorstwa Komunikacyjnego w Legnicy – przedłużone kursy linii 1 w relacji (w większości) Legnica (Chojnowska-Szewczenki) – Szczytniki nad Kaczawą (Nr 36 – Pętla).
W miejscowości znajdują się cztery przystanki autobusowe:
- Szczytniki nad Kaczawą – Nr 2B,
- Szczytniki nad Kaczawą – Nr 4,
- Szczytniki nad Kaczawą – Świetlica,
- Szczytniki nad Kaczawą – Nr 36 (pętla)[26].

## Turystyka
Przez miejscowość wytyczono żółty szlak pieszy PTTK – „Szlak Dookoła Legnicy”:
- Szlak Dookoła Legnicy – odcinek I Jaśkowice Legnickie – Jezioro Kunickie (3,5 km) – Spalona (7 km) – Bieniowice (9,5 km) – Szczytniki nad Kaczawą (11 km) – Buczynka (15 km) – Raszówka (22,5 km)[27].